# Граф Мексборо

Герб графів Мексборо.

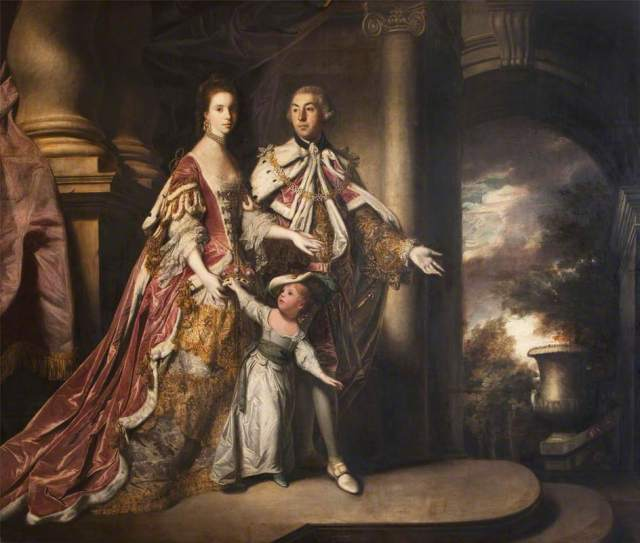
Джон Севіл — І граф Мексборо з дружиною та сином.

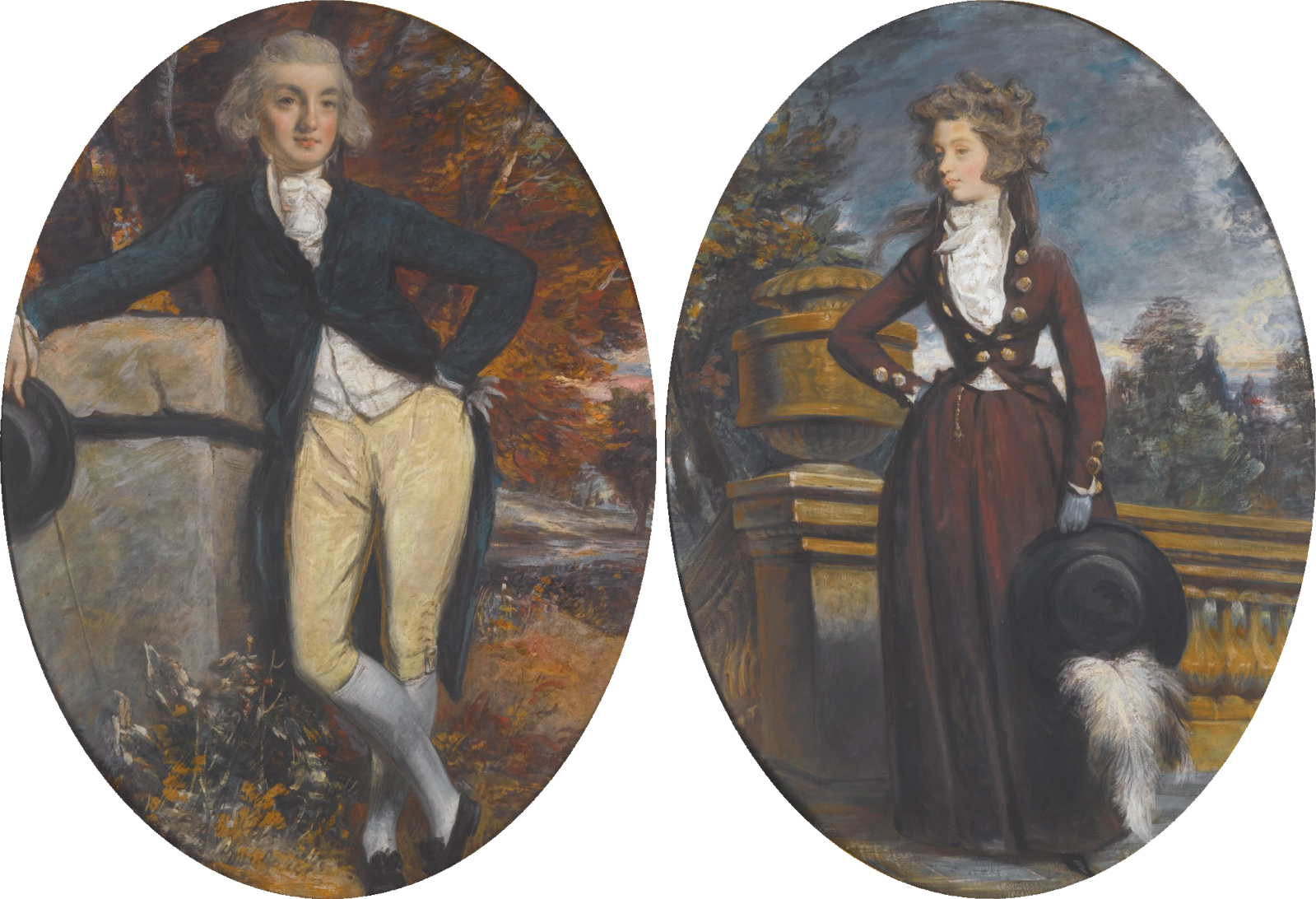
Джон Севіл — ІІ граф Мексборо та його дружина Елізабет. Картина худ. Даніеля Гарднера.

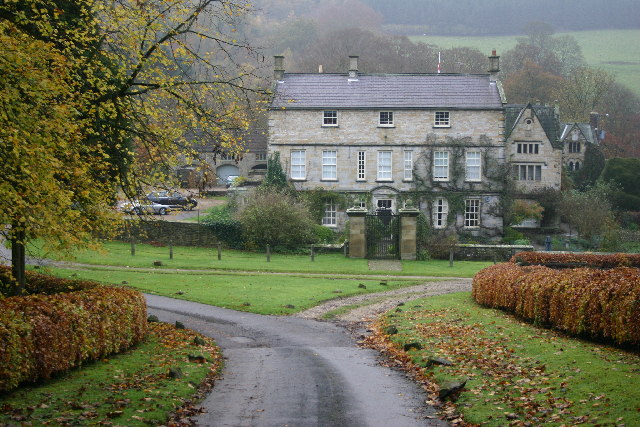
Замок Арден-Холл.

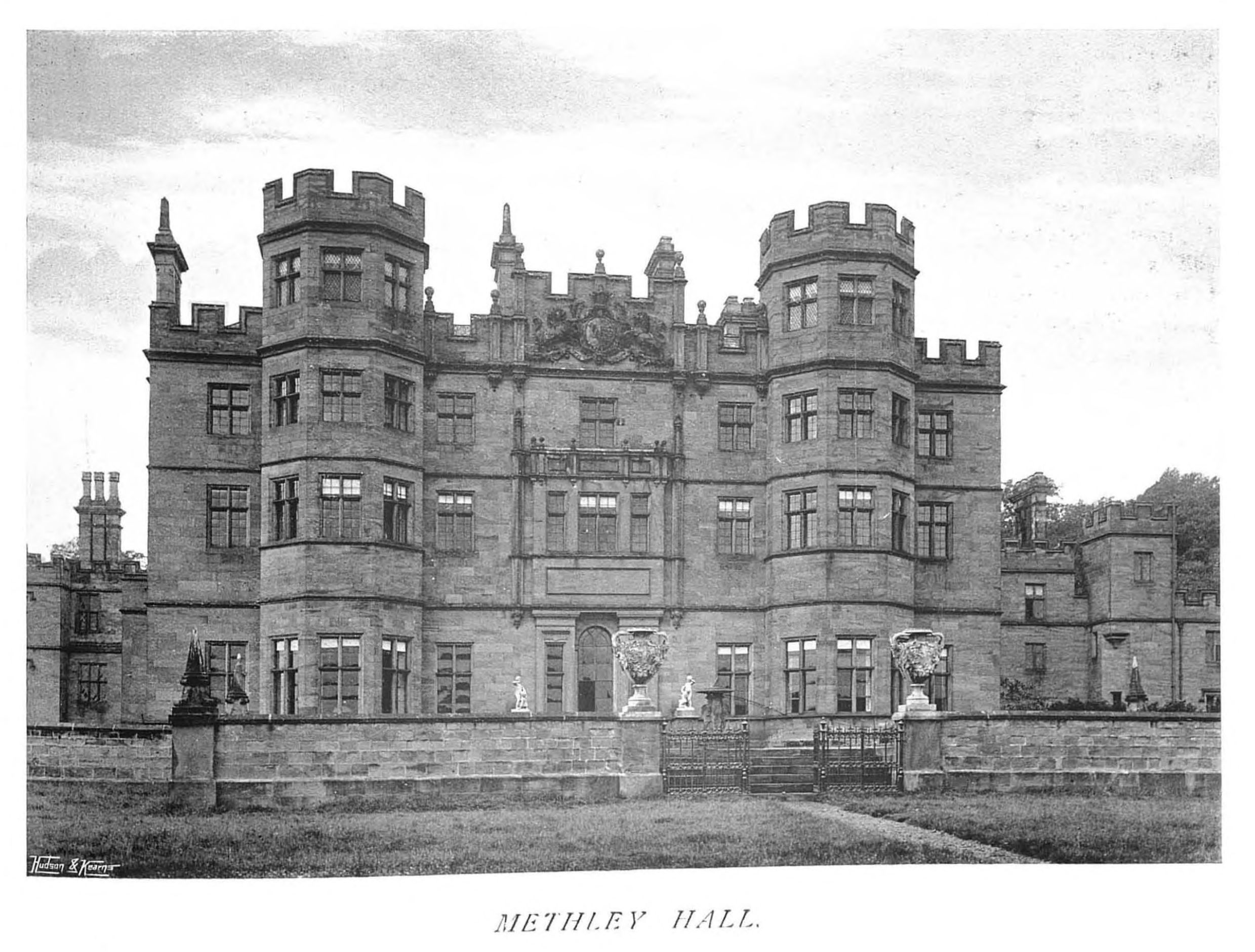
Замок Метлі-Холл.

Граф Мексборо (англ. — Earl of Mexborough) — аристократичний титул в перстві Ірландії.

## Гасло графів Мексборо
Be fast — «Бути швидким» (англ.)

## Історія графів Мексборо
Титул граф Мексборо з Ліффорда, зо в графстві Донегол був створений 11 лютого 1766 року для Джона Севіла — І барона Поллінгтона. Він був депутатом парламенту від Хедона та Нью-Шорема. На той час він уже отримав один аристократичний титул 8 листопада 1753 року — титул барона Поллінгтон з Лонгфорда, що в графстві Лонгфорд. Одночасно з отриманням титулу графа він отримав титул віконта Поллінгтон з Фернса, що в графстві Вексфорд, Ірландія. Ці титули теж в перстві Ірландії. Джон Севіл був старшим сином Чарльза Севіла з Метлі (1676—1741). Він був обраний депутатом парламенту Великої Британії в 1747 році як депутат від Хедона, що в Східному Йоркширі, а згодом також представляв Нью-Шорхем. У 1749 році він став кавалером Ордена Бані. У листопаді 1753 року він отримав титул пера Ірландії як барон Поллінгтон з Лонгфорда, що в графстві Лонгфорд, залишаючись депутатом парламенту Великої Британії. У лютому 1766 року він отримав титул віконта Поллінгтон з Фернса, що в графстві Вексфорд і титул графа Мексборо з Ліффорда, що в графстві Донегал, знову ж таки в перстві Ірландії. Він був другом і покровителем драматурга і актора-менеджера Семюеля Фута. Саме під час візиту до графа Мексборо в 1766 році Фут втратив ногу в результаті нещасного випадку. Джон Севіл одружився з Сарою Делаваль (пом. 1821) у 1760 році, і у них народилося троє синів:
- Джон Севіл — ІІ граф Мексборо (1761—1830).
- Його ясновельможність Генрі Севіл (1763—1828).
- Його ясновельможність Чарльз Севіл (1774—1807).

Титул успадкував його старший син — теж Джон Севіл (у цьому роді всіх старших синів називали Джон), що став ІІ графом Мексборо. Він був обраний депутатом Палати громад парламенту і представляв Лінкольн. Джон успадкував титул графа від свого батька в 1778 році. Однак, оскільки це був ірландський титул, це не давало йому права на місце в британській палаті лордів (хоча це давало йому право на місце в ірландській палаті лордів). У 1808 році він був обраний депутатом Палати громад парламенту Об'єднаного Королівства Великої Британії та Ірландії від Лінкольна, місце, яке він зберігав до 1812 року. Він одружився з Елізабет — дочкою Генрі Стівенсона в 1782 році. Елізабет померла в 1821 році і похована в церкві в Метлі. На могилі поставили пам'ятник роботи скульптора Роберта Блора. Джон помер у лютому 1830 року у віці 68 років.
Титул успадкував його син Джон Севіл, що став ІІІ графом Мексборо. Він став депутатом парламенту, належав до партії консерваторів, представляв Понтефракт. На загальних виборах 1807 року він був обраний депутатом парламенту від Понтефракта. Перед тим він програв вибори в 1806 році. Він зазнав поразки на загальних виборах 1812 року, але виграв вибори на додаткових виборах у грудні 1812 року. Був депутатом парламенту до 1826 року. У 1831 році він був переобраний, але на загальних виборах 1832 року не балотувався. Він успадкував титул графа від свого батька в 1830 році. Однак, оскільки це був ірландський титул, це не давало йому права на місце в Палаті лордів парламенту Великої Британії. Він одружився з леді Енн Йорк (пом. 1870) (тоді вона стала віконтесою Поллінгтон, пізніше стала графинею Мексборо) у 1807 році. Енн Йорк дочкою Філіпа Йорка — ІІІ графа Хардвік та його дружини Елізабет Ліндсі — дочки Джеймса Ліндсі — V графа Балкаррес. У них народився син Джон Севіл.
Титул успадкував його син Джон Севіл, що став IV графом Мексборо. Він теж став депутатом парламенту, належав до партії консерваторів, представляв Гаттон та Понтефракт. Освіту він здобув в Ітонському коледжі в 1821—1826 роках, він був відомий своїми здібностями до класики, а також захоплювався боксом. Кажуть, що Савіл розважав сучасників під час одного боксерського поєдинку, «прогулюючись по рингу, декламуючи Гомера» між раундами. Звідти він вступив до Трініті-коледжу у Кембриджі, де вчився в 1827—1828 роках. У 1831 році він був обраний депутатом парламенту від «гнилого району» Гаттон, що був під контролем його двоюрідного брата Фредеріка Монсона — V барона Монсона. На момент обрання він був неповнолітнім, але парламент збирався лише після його 21-го дня народження. Лорд Джон Севіл постійно голосував проти законопроєкту про реформу, а також проголосував за припинення надання гранту Римо-католицькому коледжу Мейнута. Ґаттон був серед районів, позбавлених виборчих прав відповідно до Закону про реформу і лорд Поллінгтон не намагався знайти альтернативний виборчий округ на загальних виборах 1832 року. Після виходу з парламенту лорд Поллінгтон відправився в широке закордонне турне Росією, Персією та Індією. У 1834 році він приєднався до свого однокласника з Ітона Олександра Вільяма Кінглейка в експедиції Османською імперією. Роман Кінглейка «Еотен» включає персонажа на ім'я Метлі, що був написаний з лорда Поллінгтона: Метлі — обізнаний вчений-класик із «практичною кмітливістю йоркширця». Поллінгтон повернувся до Великої Британії в 1835 році, вчасно — до його обрання членом парламенту від Понтефракта, як прихильника сера Роберта Піла на загальних виборах. Лорд Поллінгтон засідав у парламенті в 1837—1841 роках. Скористався можливістю подорожувати по східній Анатолії в червні 1838 року. Його щоденник з цієї поїздки був опублікований як «Нотатки про подорож з Ерз-Рума до Алеппо» в «Журналі Королівського географічного товариства» в 1841 році. Після повернення до Британії Поллінгтон знову був депутатом парламенту і представляв Понтефракт у 1841 і- 1847 роках. Був висунутий кандидатом на довиборах у 1851 році за його відсутності та без його відома. Він став близьким другом Бенджаміна Дізраелі, і незабаром після того, як він одружився з «дуже дикою і веселою» леді Рейчел Волпол — дочкою Гораціо Волпола — ІІІ графа Орфорд в 1842 році, Дізраелі представив цю пару як «лорда і леді Гаверсток» у своєму роман Конінгсбі. На жаль, перша дружина Поллінгтона померла в червні 1854 року. У 1860 році він успадкував титул графа від свого батька. Однак, оскільки це був ірландський титул, це не давало йому права на місце в Палаті лордів. Він одружився двічі: Спочатку в 1842 році з леді Рейчел Кетрін Волпол — дочкою Гораціо Уолпола — ІІІ графа Орфорда, з якою він мав дітей, зокрема: Джона Горація Севіла — V графf Мексборо (1843—1916), старший син і спадкоємець. Вдруге він одружився у липні 1861 року в Сент-Мері, Браянстон-сквер, Лондон з Агнес Луїзою Елізабет Рафаель (пом. грудень 1898) — римо-католичкою і дочкою Джона Рафаеля. У 1894 році перейшов у римо-католицьку віру своєї дружини. Леді Енн Севіл була ентузіастом авіації, стала потім принцесою Анною з Левенштейн-Вертхайм-Фройденберг. Він помер у Брайтоні в серпні 1899 року у віці 89 років, пережив дружину лише на кілька місяців. На момент своєї смерті він був останнім, хто вижив із Закону про реформу до 1832 року Палати громад.
Титул успадкував його син Джон Севіл, що став V графом Мексборо. Він отримав посаду Верховного шерифа графства Йоркшир в 1877 році.
Титул успадкував його зведений брат — теж Джон Севіл, що став VI графом Мексборо.
На сьогодні титулом володіє його онук, що став VIII графом Мексборо. Він успадкував титул від свого батька в 1980 році.
Не дивлячись на те, що зазначені титули належать до перства Ірландії, всі назви титулів належать до географії Англії — Мексборо та Поллінгтон розташовані в Йоркширі.
Нинішня резиденція графів Мексборо — замок Арден-Холл, що боблизу Хоунбі, Йоркшир. Цей замок та маєток родина Севіл придбала в 1897 році. Раніше родина Севіл жила в Метлі-Холл — в резиденції, що була зруйнована в 1958 році. Джон Горас Севіл — V граф Мексборо побудував замок Девчан в Сан-Ремо, на місці, де проходила конференція в Сан-Ремо в 1920 році. Колишній будинок єпископа в Елтофтсі, що в Торнері, біля Лідса був резиденцією графів Мексборо під назвою Доуер-Холл.

## Графи Мексборо (1766)
- Джон Севіл (1719—1778) — І граф Мексборо
- Джон Севіл (1761—1830) — ІІ граф Мексборо
- Джон Севіл (1783—1860) — ІІІ граф Мексборо
- Джон Чарльз Джордж Севіл (1810—1899) — IV граф Мексборо
- Джон Горацій Севіл (1843—1916) — V граф Мексборо
- Джон Генрі Севіл (1868—1945) — VI граф Мексборо
- Джон Рафаель Вентворт Севіл (1906—1980) — VII граф Мексборо
- Джон Крістофер Джордж Севіл (нар. 1931) — VIII граф Мексборо

Спадкоємцем титулу є старший син нинішнього власника титулу Джон Ендрю Брюс Севіл — віконт Поллінгтон (1959 р. н.) Імовірним спадкоємцем спадкоємця титулу є його зведений брат його ясновельможність Джеймс Х'ю Хоуп Джон Севіл (нар. 1976) Імовірним наступним спадкоємцем спадкоємця є його син Артур Джон Хоуп Томас Севіл (2011 р. н.)